# Lo Pradal
Lo Pradal (en francès Le Pradal) és un municipi occità del Llenguadoc situat al departament de l'Erau, a la regió de [[Occitània]].

## Demografia

Població 1962-2008